# Macrocera longibrachiata
Macrocera longibrachiata är en tvåvingeart som beskrevs av Landrock 1917. Macrocera longibrachiata ingår i släktet Macrocera och familjen platthornsmyggor. Inga underarter finns listade i Catalogue of Life.